# شهرستان شابلا
شهرستان شابلا (به بلغاری: Shabla Municipality) یک شهرستان در بلغارستان است که در استان دوبریچ واقع شده‌است. شهرستان شابلا ۳۲۹٫۶۴ کیلومتر مربع مساحت و ۵٬۵۸۰ نفر جمعیت دارد.

## خواهرخوانده
شهر کروکلی خواهرخواندهٔ شهرستان شابلا هست.